# 도리스 (신화)

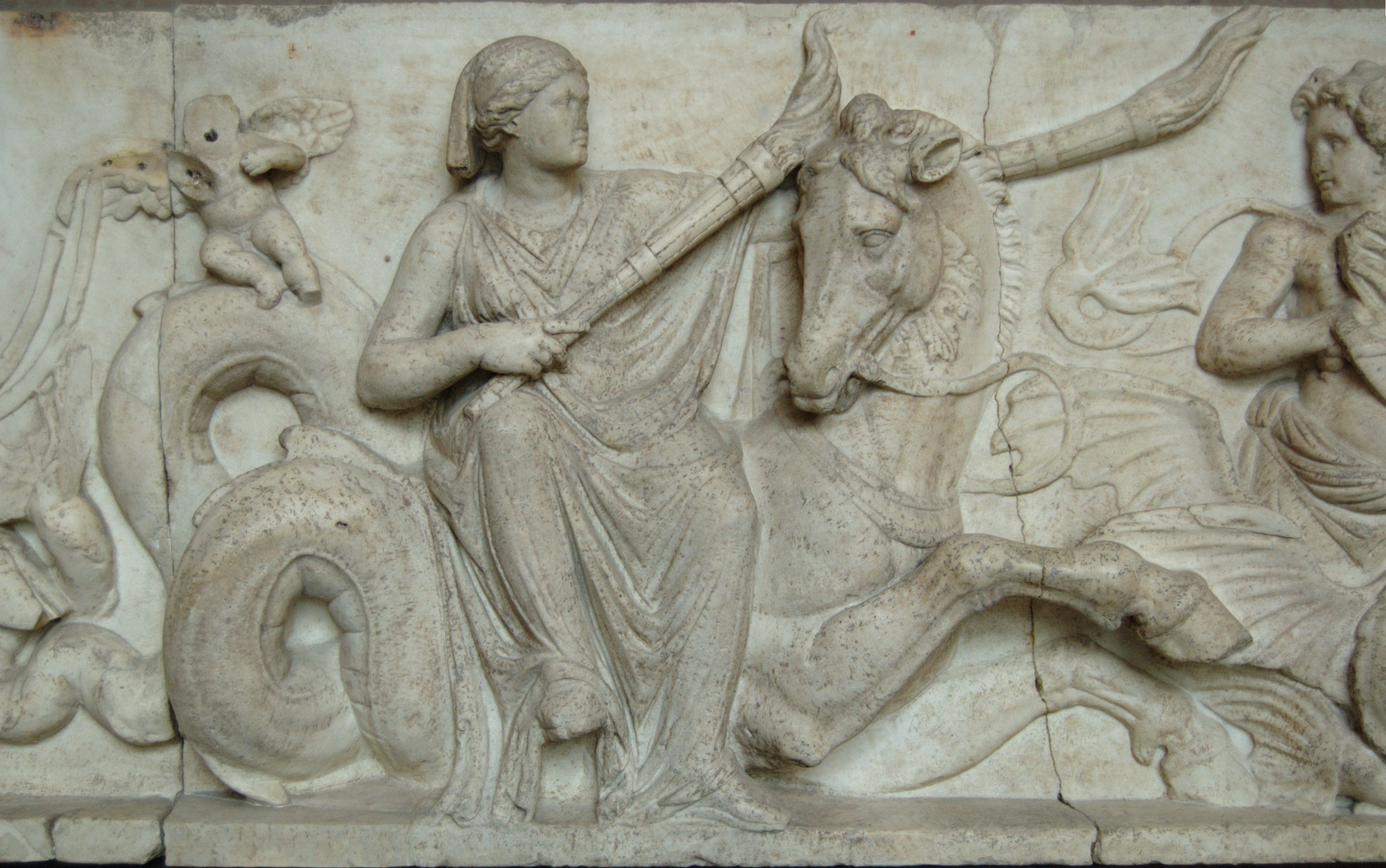
힙포캄포스를 타는 도리스

도리스(Δωρίς, Doris)는 그리스 신화의 여신 또는 님프이다.
- 오케아니데스의 1명(이하에 설명).
- 네레이데스의 1명[1].

## 오케아니데스의 1명
오케아노스와 테티스의 딸로, 네레우스와의 사이에 50명의 딸들, 네이레이이데스를 낳았다. 대표적으로 암피트리테, 테티스, 프사마테이 등의 딸이 있다. 또 같은 이름의 딸도 있다.

## 참고 문헌
- 아포로드로스 「그리스 신화」고우즈 하루시게 역, 이와나미 문고 (1953년)
- 헤시오도스 「신통기」히로카와 요이치 역, 이와나미 문고(1984년)
- 고우즈 하루시게 「그리스・로마 신화 사전」, 이와나미 서점 (1960년)

## 같이 보기
- 도리스 (소행성)